# عبد العزيز الصقعبي
د. عبد العزيز طارق حمود الصقعبي (27 يناير 1986 -)؛ نائب في مجلس الأمة الكويتي، وعضو هيئة التدريس بجامعة الكويت.

## مجلس الأمة الكويتي
شارك عبد العزيز طارق الصقعبي في انتخابات مجلس الأمة الكويتي 2020 وحصل على المركز الخامس في الدائرة الانتخابية الثالثة (الكويت) بـ3340 صوت.

## حياته العلمية
حاصل على شهادة البكالوريوس من كلية الهندسة والبترول بجامعة الكويت في العام 2008، وشهادة الدكتوراه في العمارة من جامعة سينسيناتي الأمريكية، وهو متخصص في السياسات العمرانية وتخطيط وتنظيم المدن.

## سيرته النقابية
- نائب رئيس الاتحاد الوطني لطلبة الكويت 2006.
- رئيس الاتحاد الوطني لطلبة الكويت 2007.
- نائب رئيس الهيئة التنفيذية لشئون الفروع (اتحاد الطلبة) 2008-2010.

## الخبرة العملية
- بعثة الصندوق الكويتي للتنمية الاقتصادية العربية 2009.
- عمل في مكتب OOS للاستشارات الهندسية - زيورخ 2009.
- عمل في مكتب KEO للاستشارات الهندسية - دولة الكويت 2010.
- عضو هيئة التدريس في جامعة الكويت - كلية العمارة 2012 حتى الآن.

## أبرز مواقفه في مجلس الأمة

### مجلس الأمة 2020
| استجواب الوزير حمد جابر العلي (يناير 2022)    | ضد الاستجواب |
| استجواب الوزير أحمد ناصر الصباح (فبراير 2022) | مع الاستجواب |
| استجواب الوزير علي حسين الموسى (مارس 2022)    | غير موجود    |